# Мойсес Гарсія Леон
Мойсес Гарсія Леон (ісп. Moisés García León, нар. 10 липня 1971, Севілья) — іспанський футболіст, що грав на позиції нападника. По завершенні ігрової кар'єри — тренер. 

## Клубна кар'єра
Народився 10 липня 1971 року в місті Севілья. Вихованець футбольної школи клубу «Реал Сарагоса». З 1988 року став виступати за резервну команду в Сегунді Б. Йому було лише 17 років, коли він дебютував за першу команду 6 листопада 1988 року під керівництвом Радомира Антича в домашній грі проти «Реала Мурсії» (2:1), ставши наймолодшим гравцем, який коли-небудь виступав у Ла Лізі за клуб. Проте він так і не міг закріпитись у рідній команді, в якій провів шість сезонів, взявши за цей час участь лише у 42 матчах чемпіонату і в останньому сезоні виграв з командою титул володаря Кубка Іспанії, здобувши свій єдиний трофей у кар'єрі, але у фінальному матчі на поле не вийшов.
Влітку 1994 року він перебрався в пошуках ігрової практики до команди Сегунди «Осасуна», де за два сезони забив 11 голів у 50 матчах чемпіонату. Сезон 1996/97 надходить Мойсес розпочав в іншій команді другого дивізіону «Леганес», проявивши себе яскравим форвардом. 13 голів у 16 іграх призвели до того що вже у зимове трансферне вікно гравцем зацікавився клуб Прімери «Сельта Віго», з якою він і закінчував сезон, забивши два голи у восьми іграх чемпіонату. Наступного року у Віго він також був запасним гравцем.
Влітку 1998 року Мойсес став гравцем «Вільярреала». У дебютному сезоні 1998/99 Мойсес був одним із основних нападників «жовтої субмарини», забивши 7 голів у 33 матчах, але команда вилетіла до другого дивізіону. Там Мойсес завдяки 17 голам допоміг команді з першої спроби повернутись до еліти, але в першому дивізіоні нападник знову знизив свою забивну здатність, відзначившись лише 4 голами в 22 іграх у сезоні 2000/01.
Його наступною командою стала «Севілья», яка виявилась останньою вищоліговою у кар'єрі гравця, де він провів півтора року, спочатку будучи основним гравцем, але у другому сезоні втратив місце в основі, через що догравав сезон 2002/03 у «Кордова», після чого став виступати за «Ельче», в якому забив 27 голів у 75 іграх Сегунди. Таку ж високу результативність Мойсес мав і у своєму наступному клубі, «Еркулесі», де він два сезони забивав у чемпіонаті двозначну кількість голів.
Сезон 2007/08 Мойсес розпочав у «Полідепортіво», але зігравши лише кілька матчів, вже на початку наступного року перейшов в інший клуб Сегунди «Хімнастік», де провів наступні півтора року.
Згодом у сезоні 2009/10 Мойсес виступав за «Уеску», а завершив ігрову кар'єру у команді «Ла-Муела» з Сегунди Б, за яку виступав протягом 2010—2011 років.

## Виступи за збірну
Виступав у складі юнацьких збірних Іспанії до 19 та 20 років. З командою U-20 взяв участь у молодіжному чемпіонаті світу 1989 року в Саудівській Аравії, де зіграв у 3 іграх, відзначившись одним забитим голом.
Згодом у 2006 році зіграв у складі неофіційної збірної Арагону в товариській грі проти Чилі (1:0).

## Кар'єра тренера
Розпочав тренерську кар'єру відразу ж по завершенні кар'єри гравця, 2011 року, увійшовши до тренерського штабу Кіке Ернандеса в клубі «Уеска», де пропрацював з 2011 по 2012 рік, після чого також з Ернандесом працював у «Еркулесі».
Влітку 2013 року увійшов до тренерського штабу клубу «Реал Сарагоса».

## Титули і досягнення
- Володар Кубка Іспанії (1):

«Реал Сарагоса»: 1993–94

## Особисте життя
У нього є три брати: Едуардо, Херардо та Мануель Канделас, які теж були футболістами.